# Cymbachus koreanus
Cymbachus koreanus is een keversoort uit de familie zwamkevers (Endomychidae). De wetenschappelijke naam van de soort werd in 1993 gepubliceerd door Chûjô, Chûjô & Lee.